# Kommunistische Partei Kanadas (Ontario)
Die Kommunistische Partei Kanadas (Ontario) (englisch Communist Party of Canada (Ontario), CPC (O); französisch Parti communiste du Canada (Ontario), PCC (O)) ist der Provinzialverband der Kommunistischen Partei Kanadas in Ontario. Sie vertritt einen marxistisch-leninistischen Standpunkt. Zwischen 1943 und 1959 benutzte die Partei den Namen Labor-Progressive Party. Einst in der Legislativversammlung von Ontario vertreten, konzentriert sich die CPC (O) heute hauptsächlich auf außerparlamentarische Aktivitäten. 

## Geschichte
Die Partei wurde 1940 als der Provinzialverband der Kommunistischen Partei Kanadas in Ontario gegründet. Bei den Provinzwahlen von 1943 gewann die Partei zwei Mandate in der Region Toronto. Die beiden gewählten Abgeordneten waren der Aktivist der jüdischen Gemeinde Joseph Salsberg und der Pazifist Alexander MacLeod. 1945 wurde der walisisch-kanadische Journalist Leslie Morris zum Parteivorsitzenden gewählt. Bei den Provinzwahlen von 1946 wurden sowohl MacLeod als auch Salsberg wiedergewählt. Im Januar 1946 verließ der Abgeordnete Alexander Parent die Ontario Liberale Partei, um der Kommunistischen Partei beizutreten. 1948 wurde Alexander MacLeod Vorsitzender der Partei. Bei den Provinzwahlen von 1948 wurden MacLeod und Salsberg erneut wiedergewählt. Alexander Parent stellte sich nicht mehr zur Wiederwahl. Der frühere Stadtrat von Toronto, Stewart Smith, wurde vor den Provinzwahlen 1951 zum Parteivorsitzenden ernannt. Bei dieser Wahl wurde Salsberg wiedergewählt, MacLeod jedoch nicht. Bei der Landtagswahl 1955 verlor Salsberg sein Mandat mit weniger als 700 Stimmen. Seitdem wurden keine Kommunisten mehr in die Legislativversammlung von Ontario gewählt. Nikita Chruschtschows Rede „Über den Personenkult und seine Folgen“ und der Ungarische Volksaufstand veranlassten Smith zum Rücktritt als Parteivorsitzender. Die Partei wählte den Gewerkschafter Bruce Adolf Magnuson zum Vorsitzenden. Während des Kalten Krieges wurde die Partei immer schwächer. Seit 2019 ist Drew Garvie Parteivorsitzender.

## Wahlergebnisse
| Wahl | Sitze total | Kandi- daten | Gew. Sitze | Stimmen | Anteil |
| ---- | ----------- | ------------ | ---------- | ------- | ------ |
| 1943 | 90          | 6            | 2          | 11.888  | 0,90 % |
| 1945 | 90          | 31           | 2          | 43.170  | 2,44 % |
| 1948 | 90          | 2            | 2          | 17.654  | 1,00 % |
| 1951 | 90          | 6            | 1          | 11.914  | 0,67 % |
| 1955 | 98          | 31           | 0          | 20.875  | 1,19 % |
| 1959 | 98          | 9            | 0          | 4304    | 0,23 % |
| 1963 | 108         | 6            | 0          | 1654    | 0,08 % |
| 1967 | 117         | 2            | 0          | -       | -      |
| 1971 | 117         | 5            | 0          | -       | -      |
| 1975 | 125         | 33           | 0          | -       | -      |
| 1977 | 125         | 32           | 0          | 8137    | 0,24 % |
| 1981 | 125         | 17           | 0          | 5306    | 0,17 % |
| 1985 | 125         | 10           | 0          | 3696    | 0,10 % |
| 1987 | 130         | 9            | 0          | 3422    | 0,09 % |
| 1990 | 130         | 4            | 0          | 1139    | 0,03 % |
| 1995 | 130         | 5            | 0          | 1095    | 0,02 % |
| 1999 | 103         | 4            | 0          | 814     | 0,02 % |
| 2003 | 103         | 6            | 0          | 2187    | 0,05 % |
| 2007 | 107         | 8            | 0          | 1715    | 0,04 % |
| 2011 | 107         | 9            | 0          | 1163    | 0,03 % |
| 2014 | 107         | 11           | 0          | 2290    | 0,04 % |
| 2018 | 124         | 12           | 0          | 1471    | 0,03 % |
| 2022 | 124         | 13           | 0          | 2101    | 0,04 % |

## Parteivorsitzende
| Name              | Vorsitz   |
| ----------------- | --------- |
| Leslie Morris     | 1945–1948 |
| Alexander MacLeod | 1948–1951 |
| Stewart Smith     | 1951–1957 |
| Bruce Magnuson    | 1957–1970 |
| William Stewart   | 1970–1980 |
| Mel Doig          | 1981–1985 |
| Gordon Massie     | 1985–1990 |
| Elizabeth Rowley  | 1990–1995 |
| Darrell Rankin    | 1995–1998 |
| Hassan Husseini   | 1998–2001 |
| Elizabeth Rowley  | 2001–2016 |
| Dave McKee        | 2016–2019 |
| Drew Garvie       | seit 2019 |